# Giang Nghi Hoa
Giang Nghi Hoa (phồn thể: 江宜樺; giản thể: 江宜桦; bính âm: Jiāng Yíhuà; sinh ngày 18 tháng 11 năm 1960) là chính trị gia người Đài Loan và nguyên Thủ tướng Trung Hoa Dân Quốc (ROC). Ngày 29 tháng 11 năm 2014, ông đệ đơn xin từ chức và được kế nhiệm bởi Mao Trị Quốc vào ngày 8 tháng 12 năm 2014.
Trước khi được bổ nhiệm làm Thủ tướng, Giang Nghi Hoa là Phó Thủ tướng Trung Hoa Dân Quốc từ năm 2012 đến năm 2013. Ông từng là Bộ trưởng Bộ Nội chính từ năm 2009 đến năm 2012 và Chủ nhiệm Ủy ban Nghiên cứu, Phát triển và Đánh giá của Hành chính viện từ năm 2008 đến năm 2009.

## Sự nghiệp
Giang Nghi Hoa sinh ra trong gia đình người Khách Gia ở Cơ Long, thành phố ở miền bắc Đài Loan năm 1960.
Ông nhận bằng cử nhân và thạc sĩ về khoa học chính trị từ Đại học quốc lập Đài Loan (NTU). Ông có bằng tiến sĩ về khoa học chính trị từ Đại học Yale, Hoa Kỳ năm 1993. Sau khi tốt nghiệp, ông trở về Đài Loan làm giáo sư tại Đại học quốc lập Đài Loan (NTU).
Giang Nghi Hoa bước vào chính trường lần đầu tiên năm 2008 khi ông được bổ nhiệm làm Chủ nhiệm Ủy ban Nghiên cứu, Phát triển và Đánh giá của Hành chính viện vào ngày 20 tháng 5 năm 2008.
Ngày 10 tháng 9 năm 2009, ông được bổ nhiệm làm Bộ trưởng Bộ Nội chính (MOI). Ở tuổi 49, ông là người trẻ tuổi nhất từng giữ chức vụ. Lễ bàn giao từ Bộ trưởng sắp thôi việc Liệu Liễu Dĩ được chủ trì bởi Thủ tướng Ngô Đôn Nghĩa ở Đài Bắc.
Giang Nghi Hoa được bổ nhiệm giữ chức Phó Thủ tướng ngày 6 tháng 2 năm 2012. Với điều này, ông phải từ chức giáo sư tại Đại học quốc lập Đài Loan (NTU).